# إيرف غود
إيرف غود (بالإنجليزية: Irv Goode)‏ هو لاعب كرة قدم أمريكية أمريكي، ولد في 12 أكتوبر 1940 في نيوبورت في الولايات المتحدة.

## وصلات خارجية
- إيرف غود على موقع مرجع كرة القدم المحترفة.كوم (الإنجليزية)